# Polyetherpolyole
Polyetherpolyole (Polyetherglycole, Polyether-Makrodiole) ist die Bezeichnung für polymere Schaumstoffe oder Werkstoffe aus der Gruppe der telechelen Polyether, also Polyether mit meist zwei, in einigen Fällen aber mit bis zu acht Hydroxy-Endgruppen.

## Gewinnung und Darstellung
Die Polyetherpolyole werden vor allem aus Ethylenoxid, Propylenoxid oder Tetrahydrofuran durch ringöffnende Polymerisation bzw. Copolymerisation hergestellt. Die anionische Polymerisation von Propylenoxid unterscheidet sich von der von Ethylenoxid dadurch, dass eine Übertragungsreaktion auf das Monomer die Bildung von Polymeren mit hohem Molekulargewicht verhindert.
Polyetherpolyole mit nur zwei Hydroxy-Endgruppen (Polyetherdiole) erhält man z. B. durch eine mit Wasser oder Ethylenglycol bzw. Propylenglycol initiierte Polymerisation der cyclischen Ether Ethylenoxid, Propylenoxid oder Tetrahydrofuran. Teilweise werden auch Amine (NH2-Funktionalitäten) als Initiator bei der Polyolherstellung genutzt.
Polyole mit höheren Funktionalitäten erhält man durch Reaktion von Propylenoxid
mit verschiedenen Verbindungen, und zwar mit den Funktionalitäten:
- 3 mit Glycerin oder Trimethylolpropan,
- 4 mit Pentaerythrit, Ethylendiamin oder Phenolharzen,
- 5 mit Diethylentriamin,
- 6 mit Sorbit,
- 8 mit Saccharose.

Beim klassischen Herstellprozess geht man von einem niedermolekularen Diol (z. B. Glycol) oder Triol (z. B. Glycerin) aus, von dessen OH-Gruppen aus mittels Kaliumhydroxid(KOH)- oder Dimetallkomplex(DMC)-katalysierter ringöffnender Polymerisation Propylenoxid- oder Ethylenoxid-Ketten aufgebaut werden. Die Funktionalität des Starters bestimmt dabei die Funktionalität des darauf aufgebauten Polyetherpolyols. Für KOH-katalysierte Polymerisationen von Ethylen- oder Propylenoxiden sind hohe Kettenabbruchraten charakteristisch, weshalb die nach diesem Verfahren hergestellten Produkte auf Molmassen von maximal 4000 g/mol (bei Diolen) oder 6000 g/mol (bei Triolen) begrenzt sind. Überdies führt die hohe Kettenabbruchrate in der Regel zu einer relativ breiten Molekulargewichtsverteilung. Polyetherpolyole mit deutlich höherer Molmasse und engerer Molekulargewichtsverteilung lassen sich hingegen über Dimetallkomplex-katalysierte Verfahren, den sogenannten „Impact“-Verfahren, herstellen. Die nach diesem Verfahren produzierten Polymere zeichnen sich durch besonders herausragende mechanische Eigenschaften aus. Neben den langkettigen Polyolen werden bei Bedarf extrem niedermolekulare Diole (z. B. Butandiol) als Hartsegmentbildner eingesetzt. Nicht selten treten diese Kurzketter in Kombination mit zwei- oder dreifunktionellen Langkettern auf.
Multifunktionell sind weiterhin auch die sogenannte „modifizierten Polyetherpolyole“, bei denen die Hydroxygruppen enthaltenden Verbindungen auf Polymerteilchen aufgepfropft sind. Bei diesen unterscheidet man drei Haupttypen: 1) Polymer-Polyole auf z. B. Acrylnitril/Styrol-Copolymeren, 2) PHD-Polyole auf Polyharnstoff-Dispersionen, (Polyharnstoff)dispersionen) und 3) PIPA-Polyole auf Polyurethan-Dispersionen (Polyisocyanat-Polyaddition).
Seit den 2000er Jahren wurden aufgrund ihrer speziellen Eigenschaften auch hyperverzweigte Polyetherpolyole synthetisiert.

## Verwendung
Polyetherpolyole mit Funktionalitäten von drei bis acht und einer Molmasse von 400–1200 werden für harte Schaumstoffe, Werkstoffe und Überzüge verwendet. Polyetherpolyole mit Funktionalitäten von zwei bis drei und einer Molmasse von 1000 bis 6500 werden hingegen bei der Produktion flexibler Polyurethan- und Polyesterschaumstoffe und von Elastomeren eingesetzt. Sie sind unter Namen wie Carbowax, Jeffox, Plurocol, Polyglycol, Polymeg, Terathane oder Vibrathane im Handel.
Bei der Herstellung werden die Polyole zahlreichen analytischen Prüfungen unterzogen, wobei die wichtigsten die Messung der Hydroxylzahl, des Wassergehalts, der Säurezahl, der Viskosität, der Farbe, der Ungesättigtheit, des Natrium- und Kaliumgehalts und der Konzentration an Antioxidantien sind. Für diese Analysen gibt es genormte Verfahren, die z. B. in ASTM D 2849 bis 69 und den verschiedenen DIN-Methoden wie DIN 53240 für die Hydroxylzahl, DIN 53015 für die Viskosität, DIN 53402 für die Säurezahl usw. beschrieben sind.
Die Bestimmung der Hydroxylzahl (auch Hydroxylwert genannt) ist eine Endgruppenanalyse, die eine Quantifizierung der Konzentration von Hydroxylgruppen pro Gewichtseinheit des Polyols darstellt. Sie wird benötigt, um die für die Polyurethanherstellung benötigte Isocyanatmenge zu berechnen, und ist in vielen Fällen der einzige Anhaltspunkt, der für das Äquivalentgewicht des Polyols verfügbar ist. Der Hydroxylwert wird in der Einheit mg KOH/g angegeben.